# Plectiscus agilis
Plectiscus agilis là một loài tò vò trong họ Ichneumonidae.